# Oliver Gross
Oliver Gross (* 17. Juni 1973 in Hanau) ist ein ehemaliger deutscher Tennisspieler.

## Karriere
Der deutsche Jugendmeister von 1991 konnte im Verlauf seiner 1993 begonnenen Profi-Karriere als Erfolg unter anderem das Erreichen des Finals beim Grand-Prix-Turnier von Monaco 1994 verbuchen. Des Weiteren errang er zwischen 1994 und 2002 insgesamt zehn Einzeltitel auf der ATP Challenger Tour. Seinen größten Erfolg bei einem Grand-Slam-Turnier hatte er 1998 bei den US Open, wo er bis ins Achtelfinale einziehen konnte, welches er gegen Magnus Larsson in vier Sätzen verlor. Seine höchste Weltranglistenplatzierung erreichte er am 15. Mai 1995, als der den 60. Platz belegte. In der Tennis-Bundesliga trat er im Jahr 2004 für den Verein TK Kurhaus Aachen an und erreichte mit ihm dort das Halbfinale.

## Erfolge
| Legende                       |
| Grand Slam                    |
| Tennis Masters Cup            |
| ATP Masters Series            |
| ATP International Series Gold |
| ATP International Series      |
| ATP Challenger Tour (10)      |

### Einzel

#### Turniersiege
| Nr. | Datum              | Turnier     | Belag     | Finalgegner       | Ergebnis        |
| --- | ------------------ | ----------- | --------- | ----------------- | --------------- |
| 1.  | 7. März 1994       | Belém       | Hartplatz | Mario Rincón      | 6:4, 6:4        |
| 2.  | 2. März 1997       | Salinas     | Hartplatz | Gilbert Schaller  | 6:1, 3:6, 6:2   |
| 3.  | 14. Dezember 1997  | Santiago    | Sand      | Francisco Cabello | 6:2, 6:2        |
| 4.  | 14. Mai 2000       | Ljubljana   | Sand      | Juan Balcells     | 4:6, 6:1, 7:63  |
| 5.  | 17. September 2000 | Skopje      | Sand      | Juri Schtschukin  | 7:5, 6:4        |
| 6.  | 1. Juli 2001       | Eisenach    | Sand      | Martin Verkerk    | 5:7, 6:2, 6:1   |
| 7.  | 8. Juli 2001       | Montauban   | Sand      | Julián Alonso     | 6:0, 4:1 aufgg. |
| 8.  | 15. Juli 2001      | Oberstaufen | Sand      | Oliver Marach     | 6:0, 6:1        |
| 9.  | 14. April 2002     | Sanremo     | Sand      | Renzo Furlan      | 6:4, 6:3        |
| 10. | 7. Juli 2002       | Ulm         | Sand      | Martin Verkerk    | 7:65, 4:6, 6:3  |

#### Finalteilnahmen
| Nr. | Datum          | Turnier    | Belag | Finalgegner  | Ergebnis |
| --- | -------------- | ---------- | ----- | ------------ | -------- |
| 1.  | 8. August 1994 | San Marino | Sand  | Carlos Costa | 1:6, 3:6 |

## Abschneiden bei Grand-Slam-Turnieren

### Einzel
| Turnier         | 1994 | 1995 | 1996 | 1997 | 1998 | 1999 | Karriere |
| --------------- | ---- | ---- | ---- | ---- | ---- | ---- | -------- |
| Australian Open | —    | 1    | —    | —    | 2    | 1    | 2        |
| French Open     | —    | —    | —    | 1    | 1    | 1    | 1        |
| Wimbledon       | —    | —    | —    | —    | 1    | 1    | 1        |
| US Open         | 1    | —    | —    | 1    | AF   | —    | AF       |

Zeichenerklärung: S = Turniersieg; F, HF, VF, AF = Einzug ins Finale / Halbfinale / Viertelfinale / Achtelfinale; 1, 2, 3 = Ausscheiden in der 1. / 2. / 3. Hauptrunde; Q1, Q2, Q3 = Ausscheiden in der 1. / 2. / 3. Runde der Qualifikation; n. a. = nicht ausgetragen